# Explosion de Bombay de 1944
L'explosion de Bombay eut lieu le 14 avril 1944 dans les Victoria Dock de Bombay lorsqu'un fort ship, le cargo SS Fort Stikine (en), chargé de balles de cotons, d'or et de munitions dont 1 400 tonnes d'explosifs, prit feu et fut détruit dans deux explosions géantes qui tuèrent de 800 à 1300 personnes dont 71 sapeurs-pompiers. Quelque 80 000 personnes devinrent sans abris.